# GERRY
GERRY（ジェリー）とはアウトドアスポーツの衣料品とギアのブランドである。
現在は防寒着（衣類）を専門としている。

## 歴史
同社は1946年にコロラド州ウォードで、第10山岳師団の退役軍人であるジェラルド・ジェリー・カニンガムによって設立された。当初は登山家向けの軽量装備を提供する通信販売事業だった。
1950年に、ジェラルドは三角形のカラビナを開発した。これは、現在使われている三角形のカラビナの原型である。